# Ніжинський фаховий медичний коледж
Ніжинський фаховий медичний коледж Чернігівської обласної ради — навчальний заклад, який розташований у Чернігівській області. Коледж надає освітні послуги, пов'язанні з одержанням фахової передвищої освіти на рівні кваліфікаційних вимог фахового молодшого бакалавра за спеціалізаціями: Лікувальна справа, Сестринська справа.
Рівень акредитації — І. Ліцензія — наказ МОН від 11.09.2019 № 957-л.

## Історія
14 серпня 1907 року з ініціативи лікаря П. А. Буштедта та на підставі рішення Чернігівського правління у Ніжині була відкрита приватна жіноча фельдшерсько-акушерська школа лікаря П. А. Буштедта.
У 1920 році за розпорядженням Упрофбюро і повітового відділу народної освіти фельдшерсько-акушерська школа була перетворена на державну фельдшерсько-фармацевтичну школу.
У 1936 році медтехнікум перейменовано на фельдшерсько-акушерську школу, яка і проіснувала до початку Великої Вітчизняної війни.
У 1954—1955 році фельдшерсько-акушерська школа була реорганізована у медичне училище, що готувало середніх медичних працівників: акушерів, фельдшерів, медичних сестер на базі неповної середньої освіти.
22 грудня 2005 року рішенням XXIX сесії IV скликання Чернігівської обласної ради Ніжинське медичне училище перейменовано у Ніжинський медичний коледж Чернігівської обласної ради.
У 2017 році Ніжинський медичний коледж відзначив 110 років.
22 травня 2020 року рішенням XXIII сесії VII скликання Чернігівської обласної ради році Ніжинський медичний коледж було перейменовано у комунальний заклад "Ніжинський фаховий медичний коледж" Чернігівської обласної ради.

## Спеціальності
- 223 «Медсестринство»

## Керівництво
- Директор — Дуднік Світлана Олександрівна
- Заступник директора з навчальної роботи — Нікитенко Олена Вікторівна
- Заступник директора з навчально-виробничої роботи — Слюсарчук Тетяна Юріївна
- Заступник директора з виховної роботи — Руденко Юлія Сергіївна
- Заступник директора з АГЧ — Фурса Анатолій Васильович